# Timonius creber
Timonius creber är en måreväxtart som beskrevs av Steven P. Darwin. Timonius creber ingår i släktet Timonius och familjen måreväxter. Inga underarter finns listade i Catalogue of Life.